# Arthur O'Connor
Pour les articles homonymes, voir O'Connor.
Arthur O'Connor, né le 4 juillet 1763, à Mitchelstown et mort le 25 avril 1852 au château du Bignon (Loiret), est un général et homme politique irlandais.

## Biographie
Neveu de Richard Longfield, 1er vicomte Longueville, et oncle de Feargus O'Connor, Arthur O'Connor suit des études de droit, puis s'engage dans l'armée irlandaise en 1782. Membre de la Chambre des communes irlandaise de 1790 à 1795, il fait partie des volontaires à l'État-major de La Fayette en 1792.
Membre de la Société des Irlandais unis, il prend part aux troubles en Irlande et est emprisonné durant six mois par les Anglais pour avoir négocié avec Hoche. Il se réfugie en France en 1796 et prend part à l'expédition d'Irlande.
En 1804, il est envoyé à Morlaix pour y être employé avec le grade de général de division (24 février 1804), sur décision de l'Empereur, à la formation de la brigade irlandaise. Il est par la suite attaché au camp de Brest, puis mis en disponibilité le 27 décembre 1805.
Il propose ses services à Napoléon pendant les Cent-Jours et est admis à la retraite le 19 juin 1816.
Arthur O'Connor est naturalisé français en 1818.
Il devient maire du Bignon sous la monarchie de Juillet.

## Vie familiale
Il épouse en 1807 Alexandrine Louise Sophie de Caritat de Condorcet, dite Elisa, fille du marquis Nicolas de Condorcet et de Sophie de Grouchy, sœur du maréchal de Grouchy. Ils eurent trois fils et deux filles, dont :
- Daniel (1810-1851), marié le 16 mai 1843 à Madeleine Ernestine Duval de Fraville, fille de Laurent Duval de Fraville (1820-1877)
  - Arthur (1844-1909), général, marié à Marguerite de Ganay (1859-1940).
    - Elizabeth, mariée à Alexandre Étignard de La Faulotte
    - Brigitte, mariée au comte François de La Tour du Pin Chambly de La Charce
      - Patrice de La Tour du Pin[1].

  - Fernand Marie (1847-1905), général de division en 1902.

## Hommage
Le corps embaumé du général est porté à la sépulture de la famille, au milieu du parc du Bignon, par ses ouvriers et ses serviteurs, et placé dans le caveau qu'il s'était réservé à côté de ses enfants. Avant que le tombeau fût fermé, son ami, le jurisconsulte et homme politique François-André Isambert adressa aux personnes qui avaient accompagné le convoi, et qui se composaient d'habitants de la commune l'allocution suivante :
« Messieurs,
Je remercie M. l'adjoint et son frère des bonnes paroles que leur cœur leur a dictées en présence de cette tombe ; elles nous rappellent le long espace de temps pendant lequel leur père, si actif et si intelligent, a présidé aux travaux de ce domaine. J'en suis vivement touché... »
Puis se retournant vers les assistants, il prononça d'une voix plus ferme et plus élevée ces paroles :
« L'homme de bien, grand et généreux, qui nous voit réunis autour de sa tombe en si petit nombre, vous ignorez peut-être qu'un peuple entier de sept à huit millions d'âmes viendrait lui rendre le dernier hommage, s'il n'avait pas préféré abandonner le foyer de ses pères, pour obtenir la liberté civile et religieuse de ses concitoyens. Non, vous ne savez pas qu'il lui a sacrifié une fortune considérable, bien des années de sa jeunesse, et qu'il fut longtemps pour eux privé de sa liberté. Vous ne voyez auprès de ce tombeau aucun ministre de la religion ; et cependant c'est pour la liberté religieuse ce peuple, c'est pour les catholiques d'Irlande, autant que pour la liberté civile, qu'il a fait tous ces sacrifices ; et si j'en crois les témoignages de reconnaissance que j'ai entendu prononcer avec émotion par quelques-uns des rares contemporains de ces temps déjà éloignés, c'est à lui qu'ils reportent le bienfait de l'émancipation des catholiques d'Irlande, qu'ils ont arrachée il y a vingt-cinq ans aux Anglais, et qu'Arthur O'Connor sollicitait au péril de sa vie, par le plus beau discours qui ait été prononcé au milieu de leur parlement national, il y a plus de soixante ans. Il n'a pas dû réclamer, et nous fidèles à sa pensée, nous n'avons pas dû demander l'assistance des ministres de cette religion, puisqu'elle n'était pas la sienne. Mais gardez-vous de croire qu'il fut irréligieux. Non, ses écrits l'ont prouvé ; et moi qui fut le confident de ses pensées pendant plus de vingt-cinq ans, j'en atteste, Dieu qui m'entend, il croyait fermement à la Providence, à ses bienfaits, et aux grands desseins qu'elle accomplit envers l'humanité tout entière... »

## Publications

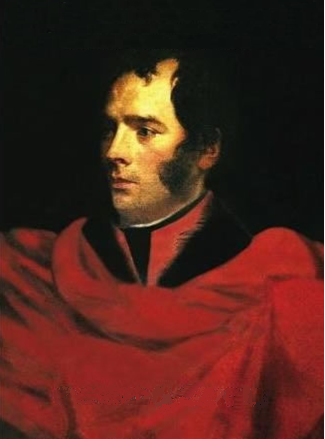
Arthur O'Connor.

- The Measures of Ministry to Prevent a Revolution: Are the Certain Means of Bringing it on (1794)
- A Letter to the Earl of Carlisle, Occasioned by His Lordship's Reply to Earl Fitzwilliam's Two Letters, Exhibiting the Present State of Parties in Ireland (1795)
- State of Ireland (1798)
- Paddy's Resource: Being a Select Collection of Original and Modern Patriotic Songs: : Compiled for the Use of the People of Ireland (1798)
- The Portrait of an Irish Executive Director, by Himself and His Friends (1799)
- État actuel de la Grande-Bretagne (1804)
- Lettre du général Arthur Condorcet O'connor au général La Fayette: sur les causes qui ont privé la France des avantages de la révolution de 1830 (1831)
- État religieux de la France et de l'Europe d'après les sources les plus authentiques avec les controverses sur la séparation de lÉglise et de l'État, Volumes 1 à 2 (avec François-André Isambert et Charles Lasteyrie, 1844)
- Le monopole, cause de tous les maux (1849)
- To the People of Ireland

### Sources
- Richard Hayes, Dictionnaire Biographique des Irlandais en France, 1949
- (en) Clifford D. Conner, Arthur O’Connor: The most important Irish revolutionary you may never have heard of, 2009
- (en) Jane Hayter Hames, Arthur O'Connor: United Irishman, 2001
- Georges Six, Dictionnaire biographique des généraux et amiraux français de la Révolution et de l'Empire, tome II, 1934